# دانيال ميشالسكي
دانيال ميشالسكي (بالبولندية: Daniel Michalski)‏ هو لاعب كرة مضرب بولندي، ولد في 11 يناير 2000 في وارسو في بولندا.

## وصلات خارجية
- دانيال ميشالسكي على موقع رابطة محترفي التنس (الإنجليزية)
- دانيال ميشالسكي على موقع الاتحاد الدولي لكرة المضرب (الإنجليزية)
- دانيال ميشالسكي على موقع كأس ديفيز (الإنجليزية)
- دانيال ميشالسكي على موقع خلاصة التنس.كوم (الإنجليزية)
- دانيال ميشالسكي على موقع إي إس بي إن.كوم (الإنجليزية)
- دانيال ميشالسكي على موقع أوليمبيديا (الإنجليزية)